# Torrijo del Campo
Torrijo del Campo – gmina w Hiszpanii, w prowincji Teruel, w Aragonii, o powierzchni 44,04 km². W 2011 roku gmina liczyła 506 mieszkańców.